# Mikołaj Morawski
Mikołaj Morawski herbu Dąbrowa (ur. ok. 1743 – zm. 10 lipca 1811 w Ligniszkach) – generał major wojska Wielkiego Księstwa Litewskiego.

## Życiorys
Był synem Michała skarbnika nurskiego i bratem Ignacego. Służył w milicji Radziwiłłów, rotmistrz w 1765 roku, generał adiutant w 1769 roku. Uczestnik konfederacji barskiej. Po jej upadku udał się na emigrację do Niemiec. Od 1777 roku był pełnomocnikiem Karola Stanisława Radziwiłła Panie Kochanku i jego agentem na dworze Stanisława Augusta Poniatowskiego. 
Służył w Kawalerii Narodowej, od 1783 rotmistrz. Od 1787 był pisarzem wojska litewskiego i sekretarzem Departamentu Wojskowego Rady Nieustającej. Posłował na Sejm Czteroletni z powiatu rzeczyckiego w 1788 roku, członek Zgromadzenia Przyjaciół Konstytucji Rządowej. Był członkiem konfederacji targowickiej. W czasie insurekcji kościuszkowskiej był członkiem Rady Najwyższej Rządowej Litewskiej.
W 1784 roku był reprezentantem loży wolnomularskiej Doskonała Jedność przy Wielkim Wschodzie Narodowym Polski.
Patent generalski uzyskał albo w czasie insurekcji kościuszkowskiej, albo w 1797 z łaski cara Pawła.